# فرید الملالی
فرید الملالی (انگلیسی: Farid El Melali؛ زادهٔ ۵ مهٔ ۱۹۹۷) بازیکن فوتبال اهل الجزایر است.

## باشگاهی
از باشگاه‌هایی که در آن بازی کرده‌است می‌توان به باشگاه فوتبال آنژه اشاره کرد.

## تیم ملی
وی همچنین در تیم‌های ملی فوتبال زیر ۲۳ سال الجزایر و الجزایر بازی کرده‌است.